# Resident Evil – Code: Veronica
Resident Evil – Code: Veronica é um jogo eletrônico de survival horror desenvolvido e publicado pela Capcom e originalmente lançado para o Dreamcast em 2000. É o quarto título principal da franquia Resident Evil.
Sua história se passa três meses após os eventos de Resident Evil 2 (1998) e a destruição simultânea de Raccoon City em Resident Evil 3: Nemesis (1999). O jogo segue Claire Redfield e seu irmão Chris Redfield em seus esforços para sobreviver a um surto viral em uma remota ilha-prisão no Oceano Antártico e em um centro de pesquisa na Antártica. O jogo mantém os controles tradicionais de survival horror e a jogabilidade dos jogos anteriores; no entanto, ao contrário dos planos de fundo pré-renderizados dos jogos anteriores, Code: Veronica usa ambientes 3D em tempo real e movimento dinâmico de câmera.
Depois que o produtor Shinji Mikami e seu time souberam que não conseguiriam portar Resident Evil 2 para o Sega Saturn, eles começaram a desenvolver um jogo original, que tornou-se Code: Veronica. Apesar de ser rotulado como um spin-off, foi concebido como a verdadeira sequência de Resident Evil 2; o título "Resident Evil 3" foi dado ao que originalmente era outro jogo spin-off desenvolvido em conjunto para o PlayStation. Claire foi projetada com uma aparência mais resistente do que em Resident Evil 2, porque suas experiências anteriores em Raccoon City construíram sua resistência e confiança. Diferente dos temas e cenários de horror americano dos títulos anteriores, Code: Veronica traz um design de horror gótico europeu. Isto é conseguido através do uso da arquitetura gótica e da arte gótica, além do estilo de escrita e apresentação da história.
Capcom anunciou Code: Veronica em agosto de 1998 e lançou em fevereiro de 2000 após atrasos e uma redução nas expectativas de vendas devido às dificuldades da plataforma Dreamcast. As vendas foram fracas em comparação com outros jogos da franquia, mas fortes em comparação com outros jogos Dreamcast. Code Veronica recebeu aclamação da crítica e foi considerado um dos melhores jogos de toda a franquia e do Dreamcast. Capcom eventualmente lançou uma versão atualizada para PlayStation 2, intitulada Code: Veronica X. A versão revisada incluiu novas cutscenes que revelaram mais detalhes da história, e foi portada para o GameCube e outras plataformas nos anos seguintes. Em setembro de 2011, Capcom lançou uma versão remasterizada em alta definição de Code: Veronica X para o PlayStation 3 e Xbox 360. Code: Veronica foi adaptado para a série Gun Survivor da Capcom através de  Resident Evil Survivor 2 – Code: Veronica (2002) e também foi adaptado para Resident Evil: The Darkside Chronicles (2009).

## Enredo

### A Chegada à Rockfort Island
A história começa três meses após Resident Evil 2 e Resident Evil 3: Nemesis. Claire Redfield é presa ao invadir a sede da Umbrella Corporation, em Paris, após uma frustrante busca por documentos que a ajudassem a encontrar seu irmão. Após a prisão, ela é levada à Ilha Rockfort (América do Sul), pertencente à Umbrella. Poucas horas após chegar à ilha, Claire escuta diversas explosões e fica isolada em sua cela, sem energia elétrica. Rodrigo Juan Raval, mesmo homem que a capturou, aparece minutos depois e a liberta. Rodrigo justifica o estranho ato com a alegação de que o lugar está destruído e Claire, mesmo sem ele acreditar, precisa ter a chance de tentar escapar. Livre, a jovem inicia sua fuga.
Pouco tempo depois, ela vê o estado de destruição que se assolou por Rockfort, e encontra os funcionários da Umbrella transformados em zumbis (mutação causada pelo T-Virus). Mais tarde, ela encontra Steve Burnside, outro prisioneiro cuja família foi vítima da Corporação e que também deseja fugir de Rockfort.

### T-Veronica
Enquanto vaga pela ilha, Claire encontra Alfred Ashford, herdeiro de uma das famílias fundadoras da Umbrella. Esse se auto-declara dono de Rockfort e culpa a jovem pela destruição do local. Não demora muito para Claire perceber que Alfred sofre de problemas psicológicos, devido a maneira caricatural de se vestir e à fixação que possui por sua irmã gêmea, Alexia Ashford. Até esse momento, Claire e Steve pensam que Alexia está morta. Após esse evento e outras investigações, descobre-se mais um pouco sobre a história da herdeira: desde pequena, Alexia encantava por sua beleza e inteligência. Tanta inteligência a levou a trabalhar ainda criança para a empresa; o que, aos poucos, transformou-a num verdadeiro prodígio da genética. Tanta perfeição, porém, escondia um lado podre: Alexia e Alfred sofriam de sérios problemas emocionais. Não tiveram o carinho materno (pela falta de uma mãe); receberam uma atenção paterna muito questionável; sempre foram  solitários e preparados para a vida adulta desde criança. Somados ao fato de serem herdeiros de uma poderosa família e de terem recebido uma educação muito materialista e fútil, as crianças desenvolveram uma personalidade extremamente egocêntrica e problemática.
Alexia foi um caso mais especial, pois o seu sucesso precoce fez surgir nela um incrível senso de superioridade, chegando ao ponto de ela pensar que era melhor que todo o resto da humanidade. Por isso, possuía a ideia mirabolante de criar um novo ecossistema, no qual seria a criatura dominante. Como exemplo disso, ela falava apaixonadamente dos insetos e do perfeito equilíbrio existente entre eles e a Natureza. Alexia, além disso, era fascinada pelas libélulas e formigas (essa última devido à supremacia e dependência que a rainha criava na sua sociedade, algo muito semelhante ao desejo máximo da jovem).
Naquela época (década de 80) a Umbrella já tinha conhecimento das propriedades mutantes do Vírus Mãe (Mother Vírus), o progenitor do T-Vírus; e Alexia acreditava poder usar esse grande poder para mudar sua forma e alcançar a tão sonhada perfeição. Então, começou a realizar pesquisas constantes com o vírus em conjunto do DNA de espécies de formigas e libélulas. Essa pesquisa deu origem a uma ramificação muito mais poderosa que o vírus original, a qual Alexia batizou T-Veronica. O nome possui um significado simbólico: os irmãos são, na verdade, frutos de uma pesquisa de Alexander que visava o domínio da inteligência artificial. Ele passava por uma grave crise de influência na Umbrella devido a projetos sem resultados satisfatórios -- agravados pela morte de seu pai (um grande cientista) durante um importante projeto. Isso fez os Ashford ficarem para trás na corrida de pesquisa que envolvia a corporação, a cada dia mais sob o controle dos Spencer (família que fundou a Umbrella em conjunto dos Ashford). Isso caiu como uma bomba para um homem que cresceu ouvindo as histórias de superação e brilhantismo de sua família, em especial a da matriarca, Verônica Ashford. Portanto, para evitar a derrocada, Alexander ordenou a construção de um centro de pesquisas num local remoto e protegido, e iniciou um projeto que devolvesse a glória e a honra de sua família, agora degradados. O local escolhido foi a Antártica e o nome do projeto, Veronica, em referência a mais brilhante membro da família.
Durante suas pesquisas, ele isolou o gene responsável pela inteligência. Depois, retirou o DNA do corpo mumificado de Veronica (da mansão da família, na Europa) e de seu próprio para fecundar o óvulo de uma mãe de aluguel. Passou, depois, a manipular o gene da inteligência durante o processo de fecundação. Com isso, Alexander almejava a reencarnação da brilhante matriarca. Esperava que da pesquisa nascesse um feto; mas o resultado, para sua surpresa, foram gêmeos: Alfred e Alexia. Testes realizados posteriormente concluíram que o menino era mais inteligente que a média das pessoas, mas não o suficiente para ser chamado de gênio. Já a menina...
Só que os irmãos descobriram tudo, após Alfred revirar as anotações do pai, e o que já não era exatamente uma relação saudável entre pai e filhos transformou-se num ódio mortal. Não eram frutos de amor e sim objetos que consertariam os erros do pai. Isso representou o agravamento dos problemas psicológicos dos irmãos, que, ainda crianças, encontraram o amor apenas entre eles e ficaram paranóicos com a ideia de restaurar o nome da família.
Antes de testar o vírus em seu corpo, Alexia utilizou o pai como cobaia (sem que ele soubesse) e o resultado foi assustador: Alexander se tornou uma criatura horrenda, sem consciência e debilitada. Ao invés de matarem o pai e acabar com o seu sofrimento, os gêmeos o prenderam secretamente no porão da base. As pesquisas com o T-Veronica foram, então, reiniciadas; e Alexander Ashford foi dado como desaparecido. Após mais algumas pesquisas, concluiu que o T-Veronica cria uma mutação brutal e rápida demais para o corpo humano suportar, quando usado em temperatura ambiente. A única forma de retardar a ação do vírus seria o usar à baixas temperaturas, pois o metabolismo viral seria retardado e daria tempo ao corpo humano para coexistir com o invasor. Para conseguir total imunidade, a cobaia deveria sofrer esse lento processo de mutação por 15 anos. A jovem, assim, isolou-se em coma induzido numa cápsula à baixa temperatura, no centro de pesquisas da Antártica; e, estranhamente, farão 15 anos que Alexia dorme no mesmo instante em que Rockfort é atacada. Outro fato curioso é que quem atacou a ilha tinha o objetivo de encontrá-la, antes que despertasse.

### Alfred
Com o pai desaparecido e a irmã dada como morta após um acidente de trabalho (duas mentiras), Alfred se tornou o único herdeiro da família, com apenas 12 anos de idade. Ele foi morar em Rockfort para administrar a ilha e manter a influência nos negócios da Umbrella. Alfred jurou ser leal à Alexia até a morte -- por isso esperava seu retorno. Mas a falta da família e da amada irmã, aliada à enorme responsabilidade de se administrar um grande negócio como Rockfort, fizeram de Alfred um homem desequilibrado e frágil. Ele implantou rígidas regras de segurança e obediência na ilha, como uma ditadura. As informações eram tão escassas que muitos trabalhadores pensavam que Alexia estava viva, pois Alfred dizia que ela morava com ele no alto da ilha e não permitia que ninguém a incomodasse -- lógico que não passava de frutos de sua imaginação. O fato de se vestir como ela e aparecer na varanda de sua residência assim fazia muitos pensarem que ela realmente estava lá.
Após muitas descobertas e desencontros, Claire e Steve conseguem fugir da ilha num avião (antes que o local fosse detonado pelo sistema de autodestruição, acionado por Alfred), mas o herdeiro aciona o piloto automático do aviao de fuga e encaminha os dois para a base da Umbrella na Antártida. Essa também está infestada de criaturas mutantes em decorrência dos funcionários refugiados de Rockfort, que espalharam o vírus pelo complexo.

### Vingança de Alexia
Durante a tentativa de fuga dessa outra base, Steve fere mortalmente Alfred com um tiro e Claire tem um confronto com Alexander (agora Nosferatu), que fugiu do isolamento ao ouvir o grito do filho. Após o confronto com a criatura, os dois saem finalmente da base; entretanto, enquanto fogem, Alfred revê a irmã (encubada a alguns quilômetros de distância) como um último desejo e se surpreende ao ver que essa desperta. Alfred morre segundos depois e Alexia, enfurecida com isso, ataca o veículo de Claire e Steve com um gigante tentáculo, capturando-os logo em seguida. A experiência de Alexia tinha dado certo: ela tinha total controle de sua mutação (podendo inclusive voltar à forma humana) e consciência.

### Chegada de Chris Redfield
Ao mesmo tempo, Chris Redfield chega a Rockfort procurando a irmã, após receber um e-mail de Leon S. Kennedy, dizendo que Claire o estava procurando. Ele encontra Rodrigo logo na chegada, que lhe informa da fuga da jovem. Após essa conversa, Rodrigo, que já estava gravemente ferido, é atacado por uma criatura e morre. Outra pessoa também aparece: Albert Wesker. O vilão não morreu e agora trabalha  para uma organização rival da Umbrella. Detalhe: Wesker fez uma experiência em seu próprio corpo que lhe deu habilidades sobre-humanas. Também foi ele que disseminou do T-Virus por Rockfort; seu objetivo era encontrar Alexia antes de seu despertar, pois a única amostra do T-Veronica está no corpo dela (Wesker desconhece que Alexander também foi infectado). Após um período de investigação pelo que restou da base, Chris consegue chegar à Antártida, usando um caça militar semelhante ao de Alfred. Quando chega na mansão dos Ashford, encontra Claire presa a uma espécie de casulo. Alexia aparece em seguida, dando sinais definitivos de completa loucura. Os dois temem por Steve e saem correndo atrás de Alexia, mas ela usa, mais uma vez, seu gigante tentáculo e destrói parte da escadaria do saguão, deixando Chris para trás. Ele pede a Claire que não se preocupe e que corra para salvar Steve.
Claire reencontra seu parceiro inconsciente e preso a uma cadeira, quase que da mesma forma como Alexander ficava, com um enorme machado sobre seu corpo. Quando acorda, ele conta que Alexia lhe fez o mesmo experimento feito em Alexander. Segundos depois, Steve sofre os efeitos do T-Veronica quando usado à temperatura ambiente e torna-se uma criatura horrorosa, o que o faz perder a sanidade e partir para cima de Claire. Por pouco, a grade de contenção que selava a sala cai e salva Claire, no entanto ela é atacada e presa por Alexia. Steve quebra a grade com o machado, mas quando vai golpear Claire, se lembra dela e ataca Alexia, a qual reage com um golpe fatal e foge em seguida. Steve volta a forma humana e pede perdão à Claire por não ter conseguido cumprir a promessa de fugir com ela e, antes de morrer, diz que a ama.

### A investida de Wesker
Após esse evento, Wesker finalmente encontra Alexia no saguão e fala de suas ambições em relação ao T-Veronica. Alexia nega se unir a ele e inicia o processo de mutação avançada do vírus, transformando-se numa bela criatura e iniciando uma luta com o ex-STARS. Chris assiste a tudo escondido, mas acaba revelado e obrigado a lutar quando Wesker foge. Alexia sai derrotada, mas continua viva.
Chris, então, volta a explorar a base e escuta o choro de sua irmã vindo de uma porta. Ele descobre que Steve está morto e Claire, presa pelo sistema de segurança. A única forma de desativá-lo é acionando o sistema de autodestruição da base que automaticamente destravará todas as entradas. Chris consegue acionar o sistema e tem 5 minutos para fugir da base. Quando ele encontra Claire, Alexia reaparece para um confronto definitivo. A única forma de derrotá-la é usando uma arma que acabe com sua reprodução celular, conhecida como anti-BOW (Anti-Biological Organic Weapon). Enquanto Alexia molda seu corpo, os dois irmãos acionam simultaneamente o carregamento de uma arma de segurança, a Linear Launcher, mas essa leva tempo para ser carregada. Chris diz para Claire ir na frente que ele cuidará de Alexia. Essa, ao receber um tiro — que salva a vida de Claire — sofre outra mutação que a transforma numa enorme criatura. Chris tem uma difícil batalha até Alexia se transformar na criatura que tanto sonhou: uma libélula. Nessa hora, a Linear Launcher é liberada e Chris consegue matá-la.
Quando se prepara para pegar o elevador de segurança, ele encontra Wesker fazendo Claire e se inicia uma perseguição. Os três se encontram em um porto subterrâneo, ao lado de um submarino — aparentemente o veículo de fuga de Wesker. Wesker liberta Claire e diz que poderá fazer pesquisas com o vírus presente no corpo de Steve (Claire fica furiosa). Wesker demonstra que não está sozinho ao dizer que o corpo do jovem já foi recolhido. Chris, então, pede para Claire fugir antes que a base exploda, pois ele tem contas pendentes com Wesker e não sabe se sobreviverá. Os dois iniciam uma luta em que Chris só consegue sair vivo porque libera uma corda, que solta diversas vigas de aço sobre Wesker; e uma explosão cria uma barreira de fogo entre os dois.
A explosão é um sinal de que a contagem regressiva está quase no zero, o que faz Chris sair em direção ao elevador de emergência e fugir com a irmã no caça. Claire pede para o irmão nunca mais deixá-la; ele pede desculpas e diz que agora é hora da Umbrella pagar por todos os seus crimes.

## Resident Evil: The Darkside Chronicles
Em Resident Evil: The Darkside Chronicles, houve mudanças na história de Code: Veronica. O foco da trama do jogo, como o próprio nome sugere, é explorar o "lado negro" de alguns personagens — nesse caso, a família Ashford. A maior mudança pode ser percebida no sadismo dos irmãos, que estão muito mais neuróticos e insensíveis — fato que, inclusive, alterou uma das mortes do jogo. Além disso, como o jogo possui suporte para dois jogadores, o enredo foi totalmente adaptado à nova mecânica. Os eventos, desse modo, sempre ocorrem na presença de dois personagens — Claire e Steve ou Claire e Chris.
Diferentemente de Resident Evil: The Umbrella Chronicles, título que trouxe grandes novidades ao enredo da franquia; os eventos de TDC referentes a CV não acrescentam muito ao já conhecido. É importante frisar, também, que não se trata de um remake do jogo e sim de uma compilação dos seus principais eventos numa aventura de tiro em primeira pessoa.

## Visão Geral
CODE: Veronica é o primeiro da série a utilizar princípios de fundo 3D, mas não existe controle sobre a câmera: os ângulos são pré-determinados, algo muito semelhante a Dino Crisis (Playstation, PC - 1999 - Capcom). A estrutura da jogabilidade permanece a mesma, trazendo algumas das novidades do 3º episódio - os barris explosivos e a rápida rotação de 180°. Essa versão recebeu elogios por trazer um sistema de câmeras mais dinâmico, onde fica mais fácil visualizar os inimigos. Entretanto, alguns ângulos mais atrapalham do que ajudam e a movimentação das personagens está mais robótica que a dos episódios para o Playstation!
Outro ponto que mais parece um retrocesso são as infames animações entre as portas e escadas. Elas foram ficando mais rápidas a cada novo episódio, mas em CODE: Veronica a velocidade delas se assemelha a do primeiro episódio, lançado em 1996, ou seja, são muito lentas.
Por fim, temos a utilização dos itens. Resident Evil sempre foi famosa pelos itens incomuns usados para se ter acesso à certas áreas, mas aqui as coisas estão mais bizarras do que nunca! Em diversas instalações modernas, o jogador deve usar itens rústicos para abrir portas e acionar plataformas. Pense em abrir uma porta eletrônica com um brasão, hipoteticamente falando. Embora seja uma característica da série, isso tirou muitas localidades do contexto. E os itens voltaram a ser tridimensionais, o que faz ser bastante importante o uso da opção "CHECK" do inventário, para que o jogador encontre segredos escondidos dentro de caixas e livros, por exemplo.
Avaliando a estrutura básica do jogo, ele é dividido em duas partes: Rockfort Island e Antarctica Base. Na primeira parte, o jogador tem o controle de Claire, enquanto na segunda o jogador controla  Chris Redfield, sendo que Chris assume a posição de protagonista. Quando Chris aparece na aventura, ele tem acesso a todos os itens deixados pela irmã no famoso baú e vice-versa.
Mas, felizmente, algumas inovações também marcam presença. A melhor delas é a possibilidade de poder retornar ao jogo depois de morrer sem estar em um save point (mas isso só em momentos importantes, senão você volta a eles). Com isso, as partes mais difíceis do jogo deixam de ser um martírio, pois você só precisa andar algumas salas para tentar de novo cumprir o objetivo. Outra vantagem é a opção de se usar uma erva de cura quando não há espaço no inventário. Por fim, duas armas permitem que o jogador tenha uma visão em primeira pessoa, o que acrescenta uma nova estratégia (embora nem se compare a um FPS), mas essas armas só podem ser usadas contra chefes, em pontos específicos do jogo.

## Impacto de lançamento
Quando lançado para o Sega Dreamcast, em 2001, Code: Veronica X foi considerado um dos melhores jogos do console e o melhor da série até então. Destacava-se em relação aos episódios anteriores por:
- ser o primeiro a utilizar gráficos totalmente em 3D;

- ter cenas de animação mais cuidadosas e realistas;

- o retorno de antigos personagens(Chris Redfield e Claire Redfield).

- ser o primeiro da série a ter expressões faciais e movimentação labial para as personagens;

- ter a melhor trilha sonora da série;

- ter uma história excelente.

O título, inclusive, ajudou a melhorar as vendas do Dreamcast, que nunca teve um bom desempenho no mercado global mas, como conseqüência de uma pequena base instalada para o console, as vendas do jogo foram muito menores que a dos anteriores.
Ele também foi prejudicado por não ter recebido uma numeração dentro da cronologia principal, o que fez muitos desconsiderarem o jogo. Apesar disso, ao contrário do que se acredita, a Capcom nunca teve a intenção de fazer Code: Veronica um título numerado. Na época, estavam em desenvolvimento três títulos: um exclusivo para o DreamCast; o terceiro jogo; e um spin-off com Jill como protagonista. Code: Veronica foi então lançado como exclusivo de DreamCast, o terceiro jogo foi cancelado, e o spin-off com Jill foi lançado como Resident Evil 3: Nemesis.
O jogo teve uma nova versão lançada, obviamente mirando o Playstation 2, para colocar os antigos fãs da série por dentro dos últimos acontecimentos e para melhorar a receita da empresa. Mas o resultado ficou  aquém do esperado: Resident Evil 4 não fez nenhuma menção à CODE: Veronica X e o jogo só foi lembrado em Resident Evil: The Umbrella Chronicles (Wii, Capcom, 2007) no mural da cronologia da série. O jogo foi relembrado em Resident Evil: The Darkside Chronicles onde o jogador reviveu a aventura do jogo com algumas mudanças na história. Em Resident Evil 6, a história de Resident Evil: Code Veronica X é lembrado em diversos files e citações de Claire Redfield pelos personagens. Embora Claire não apareça no jogo, ela é bastante lembrada no game por arquivos e citações.

## Personagens

### Claire Redfield
- Ocupação: Universitária
- Altura: 1,69 centímetros
- Peso: 52,4 kg
- Tipo sanguíneo: O+
- Idade: 19 anos
- Descrição: Três meses após o incidente na cidade de Raccoon, Claire ainda está procurando por seu irmão desaparecido. Ela invade a matriz da Umbrella em Paris em busca de informações, mas acaba sendo capturada e levada para uma ilha sul-americana, chamada Rockfort, onde um vírus se espalha. Claire estaria destinada à morte por abandono se não fosse salva pelo homem que a prendeu em Paris. Libertada, ela ainda terá uma longa jornada até fugir do pesadelo criado novamente pelo T-Vírus.[5]

### Chris Redfield
- Ocupação:  Oficial do S.T.A.R.S.
- Altura: 1,81 centímetros
- Peso: 80,4 kg
- Tipo sanguíneo: O+
- Idade: 25 anos
- Descrição: Após receber uma mensagem de Leon S. Kennedy (após RE2), Chris vai para a Ilha Rockfort procurar sua irmã, Claire, mas, assim que chega lá, descobre que ela foi levada para uma base na Antártida. Porém, ele descobre que o lugar foi atacado e infectado pelo T-vírus, o mesmo que ele combateu na mansão, Alexia quer sua cabeça, ele também se encontra com seu antigo "amigo" Albert Wesker. Chris agora terá de lutar para sobreviver mais uma vez, salvar sua irmã, se livrar de Wesker, e frustrar os planos de Alexia.[6]

### Steve Burnside
- Ocupação: Desempregado
- Altura: 1,73 centímetros
- Peso: 67,5 kg
- Tipo sanguíneo: AB+
- Idade: 17 anos
- Descrição: Steve também é um prisioneiros da ilha. Toda a sua família se tornou vítima da Umbrella depois que a corporação descobriu que seu pai planejava vender os projetos dela. Steve tem uma postura um tanto infantil e parece ignorar a seriedade da situação. Mas, aos poucos, Claire descobre mais de sua história. Steve é um personagem de grande ajuda para Claire, chegando a salvar a vida dela duas vezes. Ele rapidamente se afeiçoa por ela e promete fazer tudo para protegê-la. Steve terá também dois encontros difíceis: um com seu pai e outro com Alexia.[7]

### Albert Wesker
- Ocupação: Mercenário
- Altura: 1,83 centímetros
- Peso: 84,4 kg
- Tipo sanguíneo: O
- Idade: 38 anos
- Descrição: Albert Wesker é o responsável pelo ataque à Ilha Rockfort, e foi pra lá em busca do vírus T-Verônica, desenvolvido por Alexia. Assim que descobre que Chris também está na ilha, decide se vingar.[8]

### Rodrigo Juan Raval
- Ocupação: Operativo da Umbrella
- Altura: 1,78 centímetros
- Peso: 75 kg
- Tipo sanguíneo: A
- Idade: 38 anos
- Descrição: Ele é um dos guardas da Umbrella e o responsável pela captura de Claire em Paris. Rodrigo viaja com Claire até a ilha. Entretanto, com o ataque do T-Vírus, ele fica seriamente ferido e perde as esperanças de sobreviver. Rodrigo mostra seu lado humano ao libertar Claire de sua cela para que ela possa tentar escapar. Não é um homem ruim, mas está longe de ser um exemplo de pessoa...

### Alfred Ashford
- Ocupação: Empresário
- Altura: 1,76 centímetros
- Peso: 61,8 kg
- Tipo sanguíneo: AB
- Idade: 27 anos
- Descrição: Ele é o chefe da poderosa Família Ashford ganhando tal cargo após o "desaparecimento" do pai e "morte" da irmã. Alfred sofre transtornos de personalidade e de um amor incondicional pela irmã, Alexia, a quem parece ser sua única família. Alfred se torna ainda mais desequilibrado após o sumiço da irmã e começa a fingir que mora com ela na ilha, inclusive não permitindo que ninguém entre na mansão em que vive para que a "ralé" não chegue perto dela. Ele até se veste como a irmã, tamanha a fixação. Alfred prometeu ser fiel a sua irmã não importando o seu desejo, por isso guarda seu segredo de todas as formas possíveis. Principalmente depois que descobriu que ambos foram criados pelo pai numa experiência genética...

### Alexia Ashford
- Ocupação: Empresária e Cientista
- Altura: 1,75 centímetros
- Peso: 53,4 kg
- Tipo sanguíneo: AB
- Idade: 27 anos
- Descrição: Irmã gêmea de Alfred, ela é realmente uma pessoa muito bonita e cruel. Sua inteligência e beleza são incomparáveis, assim como sua frieza. Ao descobrir que fez parte de uma experiência de seu pai e que é, provavelmente, um clone de Verônica Ashford (fundadora e responsável pela ascensão da Família Ashford), Alexia começa a se sentir superior aos demais humanos. Ela utiliza a infra-estrutura da Umbrella para conquistar seus objetivos sem se importar com o que venha a acontecer com a gigante corporação ou com quem ficar em seu caminho. Sem amor pelo pai, e criando uma fixação doentia pelo irmão, Alexia chegou a cometer atrocidades com seu próprio corpo para alcançar o seu sonho de se tornar a rainha da Terra!

## Descrição das mortes dos personagens de RE CODE: veronica X
- Alexander Ashford/Nosferatu - Morto por um tiro de Rifle na cabeça dado por Claire (em TDC, foi morto por um gancho de uma máquina);
- Rodrigo Juan Raval - Engolido por um monstro;
- Alfred Asford - Morto devido aos ferimentos de uma queda (em TDC, morreu devido ao ataque de tentáculos, por Alexia Ashford);
- Steve Burnside - Infectado com o T-Veronica(em TDC morto por Alexia Ashford);
- Alexia Ashford - Morta por Chris Redfield;

## Outras plataformas e versões

### Resident Evil CODE: Veronica X

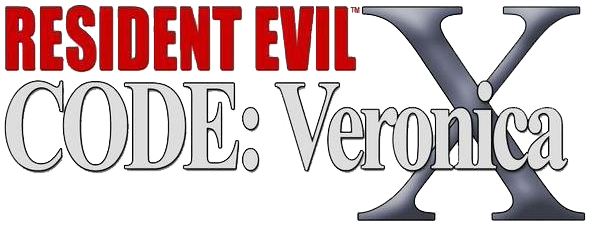
Logotipo de CODE: Veronica X.

Resident Evil CODE: Veronica X (ou Complete Version, no Japão) é uma versão melhorada do jogo lançada para o PlayStation 2 e Dreamcast em 2001. A versão Dreamcast só teve lançamento no Japão, devido à pequena base de usuários do console. Uma terceira versão do jogo foi lançada para o GameCube, em 2003.
CODE: Veronica X é idêntico ao original em termos de jogabilidade, mas tem funcionalidades adicionais, como nove minutos de cenas cortadas do jogo principal; bem como ligeiras alterações na história e na parte gráfica (principalmente em certas animações e na definição das imagens). Dentre essas novas cenas, há um breve encontro entre Claire e Wesker no início do jogo; mudanças na luta entre Alexia e Wesker e um final mais longo.

### Wesker's Report
Para promover o lançamento japonês de CODE: Veronica X, bem como comemorar o quinto aniversário da série BioHazard (o nome japonês da série), a Capcom produziu um documentário ficcional intitulado Wesker's Report. O documentário foi disponível como um DVD acompanhado do jogo principal. O DVD foi vendido separadamente na América do Norte através da loja da Capcom.
Como o título indica, o documentário serve como uma recontagem dos acontecimentos dos primeiros três jogos da série, sendo narradas por Albert Wesker. O documentário serve para explicar o retorno de Wesker em CODE: Veronica e como ele chegou a ser contratado pela nova organização. Além disso, ele também revela que era um antigo parceiro de William Birkin e que ele estava em ligação com Ada Wong (uma agente da mesma organização), durante os eventos de Resident Evil 2.
A não-falada seqüência para este documentário, Wesker's Report II, foi lançado através do site oficial da Capcom (em japonês e inglês) para promover o remake do primeiro Resident Evil para o Nintendo GameCube, em 2002.

### Gun Survivor 2
Alguns personagens e a configuração básica de CODE: Veronica foram adaptados em Gun Survivor 2 - Biohazard CODE: Veronica, lançado em 2002, como uma co-produção entre Namco (famosa pela série de tiro Time Crisis) e Capcom. Gun Survivor 2 - uma espécie de jogo de tiro em primeira pessoa sem nenhuma ligação com os padrões ocidentais de FPSs - não tem qualquer relação com o verdadeiro enredo de CODE: Veronica, sendo os eventos do jogo descritos como um pesadelo na mente de Claire Redfield, enquanto ela dorme, ao lado de Steve, no avião controlado por Alfred que os levará à base da Antártida. A versão PlayStation 2 - o jogo também foi lançado para Arcade - de Gun Survivor 2 foi lançada no Japão e de lá não saiu, porque não agradou os fãs.

### Xbox ONE e PS4
O jogo pode ser jogado no Xbox ONE através da retrocompatibilidade com a versão do Xbox 360. Disponível para PS4 através do PS2 Classic, onde o game é adaptado do PS2, com suporte a troféus e uma leve melhorada gráfica.

## Battle Game
Logo que você termina o Resident Evil CODE: Veronica pela primeira vez, você habilita o modo Battle Game. O intuito do jogo é a rapidez em matar os zumbis e fugir ao mesmo tempo. Você tem um determinado caminho a percorrer, e quanto menor for o seu tempo até o fim, melhor é o seu ranking, lembrando que, enquanto você não matar todos os monstros de uma sala, não pode passar para a próxima. Além disso, no meio do caminho, também é possível encontrar itens de cura e até armas.

### Personagens
Você pode jogar como os seguintes personagens:
Claire Redfield - equipada de Bow Gun, handgun e alguns itens de cura.
Claire (Alternativa) - equipada de Grenade Launcher (com os três tipos de munição) ,Rifle e alguns itens de cura
Chris Redfield - equipado de magnum e Shotgun, além, é claro, de itens de cura.
Steve Burnside - equipado com as Gold Lugers, machine gun dupla e alguns itens de cura.
Albert Wesker - equipado de uma faca e alguns itens de cura.

### Sites oficiais
- (em inglês) Resident Evil - Capcom USA
- (em japonês) BioHazard - Capcom Japan
- (em inglês) Resident Evil - Capcom Europe

### Sites no Brasil
- (em português) Resident Evil Database
- (em português) REVIL

### Diversos na web
- (em inglês) The Horror Is Alive
- (em inglês) Biohaze
- (em inglês) Resident Evil Horror